# József Antall
József Antall (Budapest, 8 aprile 1932 – Budapest, 12 dicembre 1993) è stato un politico ungherese, il 1º Primo ministro democraticamente eletto dell'Ungheria dal 23 maggio 1990 fino alla sua morte il 12 dicembre 1993.
Insegnante di storia, laureato all'università di Budapest, fu leader del Forum democratico ungherese dal 1989 al 1993.